# Cesare Pagani
Cesare Pagani (Dergano, 10 maggio 1921 – Perugia, 12 marzo 1988) è stato un arcivescovo cattolico italiano.

## Biografia
Nasce a Dergano, allora frazione di Affori, in provincia ed arcidiocesi di Milano, il 10 maggio 1921 da Carlo e Adele Novati.

### Formazione e ministero sacerdotale
Il 18 settembre 1932 inizia gli studi ginnasiali nel seminario di san Pietro martire a Seveso.
Il 3 giugno 1944 è ordinato presbitero, nella cattedrale di Milano, dal cardinale Alfredo Ildefonso Schuster.
Dopo l'ordinazione è vicerettore del collegio «Rotondi» di Gorla Minore. Nell'ottobre 1944 è nominato coadiutore della parrocchia di Santa Maria di Caravaggio a Milano. L'11 giugno 1949 diventa assistente delle ACLI, mentre nel novembre 1958 assistente della gioventù femminile di Azione Cattolica. Il 10 agosto 1961 il cardinale Giovanni Battista Montini gli affida il compito di creare l'ufficio di pastorale sociale dell'arcidiocesi di Milano.
Nel 1964 papa Paolo VI lo chiama a Roma, nominandolo assistente nazionale delle ACLI.

### Ministero episcopale
Il 22 gennaio 1972 papa Paolo VI lo nomina vescovo di Città di Castello e di Gubbio, unendo così in persona episcopi le due diocesi; succede all'amministratore apostolico Diego Parodi. Il 13 febbraio seguente riceve l'ordinazione episcopale, nella basilica di San Pietro in Vaticano, per imposizione delle mani dello stesso pontefice, co-consacranti i cardinali Bernard Jan Alfrink e William John Conway.
Il 23 febbraio dello stesso anno è ricevuto in udienza dal presidente della Repubblica Italiana Giovanni Leone per prestare il giuramento previsto dal concordato allora in vigore.
Il 19 marzo successivo prende possesso delle due diocesi affidategli.
Dal 26 maggio 1976 alla morte ricopre l'incarico di presidente della Conferenza episcopale umbra.
Il 21 novembre 1981 papa Giovanni Paolo II lo nomina arcivescovo metropolita di Perugia e vescovo di Città della Pieve, sedi unite in persona episcopi; succede all'arcivescovo Ferdinando Lambruschini, deceduto il 25 luglio precedente. Il 10 gennaio 1982 prende possesso dell'arcidiocesi di Perugia.
Il 30 settembre 1986, dopo l'unione delle due sedi, diventa arcivescovo metropolita di Perugia-Città della Pieve. Il 26 ottobre seguente accoglie papa Giovanni Paolo II in visita pastorale.
Il 12 marzo 1988 muore d'infarto a Perugia, all'età di 66 anni; viene sepolto nella cripta dei vescovi nella cattedrale di San Lorenzo.
Viene ricordato come figura di particolare spessore culturale e pastorale.

## Genealogia episcopale
La genealogia episcopale è:
- Cardinale Scipione Rebiba
- Cardinale Giulio Antonio Santori
- Cardinale Girolamo Bernerio, O.P.
- Arcivescovo Galeazzo Sanvitale
- Cardinale Ludovico Ludovisi
- Cardinale Luigi Caetani
- Cardinale Ulderico Carpegna
- Cardinale Paluzzo Paluzzi Altieri degli Albertoni
- Papa Benedetto XIII
- Papa Benedetto XIV
- Papa Clemente XIII
- Cardinale Marcantonio Colonna
- Cardinale Giacinto Sigismondo Gerdil, B.
- Cardinale Giulio Maria della Somaglia
- Cardinale Carlo Odescalchi, S.I.
- Cardinale Costantino Patrizi Naro
- Cardinale Lucido Maria Parocchi
- Papa Pio X
- Papa Benedetto XV
- Papa Pio XII
- Cardinale Eugène Tisserant
- Papa Paolo VI
- Arcivescovo Cesare Pagani